# Gennaíos Kolokotrónis
Pour les articles homonymes, voir Kolokotronis.
Gennaíos Kolokotrónis (grec moderne : Γενναίος Κολοκοτρώνης) est un militaire et un homme d'État grec du XIXe siècle.

## Biographie
Il est né en 1803 ou 1805 à Zante où est temporairement exilé son père, et baptisé sous le nom de Ioannis Kolokotronis à Stemnítsa, en Arcadie, dans le Péloponnèse. Il est le fils de Théodore Kolokotronis, héros de la guerre d'indépendance grecque. Il acquiert le prénom de Gennaios («brave» en grec) au cours de la guerre d'indépendance grecque dans laquelle il combat vaillamment malgré son jeune âge. 
Il se marie en 1828 avec Fotini (el), la sœur de Kitsos Tzavelas, une figure importante de la révolution grecque ; il a deux fils, Théodore (el) dit « Falez » et Constantin, et cinq filles. 
Kolokotronis est nommé premier ministre grec, en plus du ministère de l'Intérieur, sous le règne d'Othon Ier pour lequel il avait déjà été aide de camp pendant deux décennies. Il est le dernier Premier Ministre d'Othon avant sa déposition.
Il meurt le 20 mai 1868.

## Sources
- (en) Triandafillos Sklavenitis, « Gennaios Kolokotronis », Institute for Neohellenic Research (consulté le 16 février 2011)
- (el) Agapitos S. Agapitos, Hoi endoxoi Hellēnes tou 1821, ē, Hoi prōtagōnistai tēs Hellados [« Οι Ένδοξοι Έλληνες του 1821, ή Οι Πρωταγωνισταί της Ελλάδος »] [« Les Grecs glorieux de 1821, ou Les premiers combattants de la Grèce »], Patras, A. S. Agapitos,‎ 1877 (lire en ligne), p. 378-382